# Світлогірський край

Кінай
Східноморський край (Токай)
Східногірський край (Тосан)
Північноземний край (Хокуріку)
Темногірський край (Сан'їн)
Світлогірський край (Санйо)
Південноморський край (Нанкай)
Західноморський край (Сайкай)

34°30′00″ пн. ш. 133°25′00″ сх. д. / 34.5° пн. ш. 133.41666667° сх. д.
Світлогі́рський кра́й (яп. 山陽道, さんようどう, МФА: [sanjoː doː]) — адміністративна одиниця найвищого рівня в Японії 8 — 19 століття. Один з семи країв. З 20 століття — назва однойменного регіону.
Інші назви — Світлогір'я, регіо́н Санйо.

## Провінції
1. Провінція Акі
2. Провінція Бідзен
3. Провінція Бінґо
4. Провінція Біттю
5. Провінція Мімасака
6. Провінція Наґато
7. Провінція Суо
8. Провінція Харіма